# Endiandra aneityensis
Endiandra aneityensis là loài thực vật có hoa trong họ Nguyệt quế. Loài này được Guillaumin miêu tả khoa học lần đầu tiên năm 1932.